# Mic Drop/DNA/Crystal Snow
„MIC Drop/DNA/Crystal Snow” – ósmy japoński singel południowokoreańskiej grupy BTS, wydany 6 grudnia 2017 roku. Osiągnął 1 pozycję w rankingu Oricon i pozostał na liście przez 19 tygodni. Sprzedał się w nakładzie ponad 500 tys. egzemplarzy, zdobywając status podwójnej platynowej płyty.
Singel został wydany w czterech wersjach: regularnej i trzech limitowanych („A”, „B”, „C”). Na płycie znalazły się japońskie wersje utworów „MIC Drop” i „DNA”, a także oryginalny utwór „Crystal Snow”.

## Lista utworów
| CD | CD                         | CD      |
| Nr | Tytuł utworu               | Długość |
| -- | -------------------------- | ------- |
| 1. | „MIC Drop -Japanese ver.-” | 3:58    |
| 2. | „DNA -Japanese ver.-”      | 3:44    |
| 3. | „Crystal Snow”             | 5:22    |

| Wersja limitowana A | Wersja limitowana A                      | Wersja limitowana A |
| Nr                  | Tytuł utworu                             | Długość             |
| ------------------- | ---------------------------------------- | ------------------- |
| 1.                  | „MIC Drop -Japanese ver.-” (Music Video) |                     |

| Wersja limitowana B | Wersja limitowana B                                  | Wersja limitowana B |
| Nr                  | Tytuł utworu                                         | Długość             |
| ------------------- | ---------------------------------------------------- | ------------------- |
| 1.                  | „MIC Drop -Japanese ver.-” (Making of Music Video)   |                     |
| 2.                  | „MIC Drop -Japanese ver.-” (Making of Jacket Photos) |                     |

## Notowania
| Lista               | Najwyższa pozycja |
| ------------------- | ----------------- |
| Oricon Single Chart | 1                 |
| Japan Hot 100       | 1                 |